# ایستگاه مونپارناس
ایستگاه مونپارناس (انگلیسی: Gare Montparnasse) یکی از شش ایستگاه بزرگ راه‌آهن در پاریس، فرانسه است.
این ایستگاه که در سال ۱۸۴۰ میلادی تأسیس شده توسط شرکت اس‌ان‌سی‌اف اداره می‌شود و به خط پاریس-برست متصل است.

## نگارخانه

خارج ایستگاه
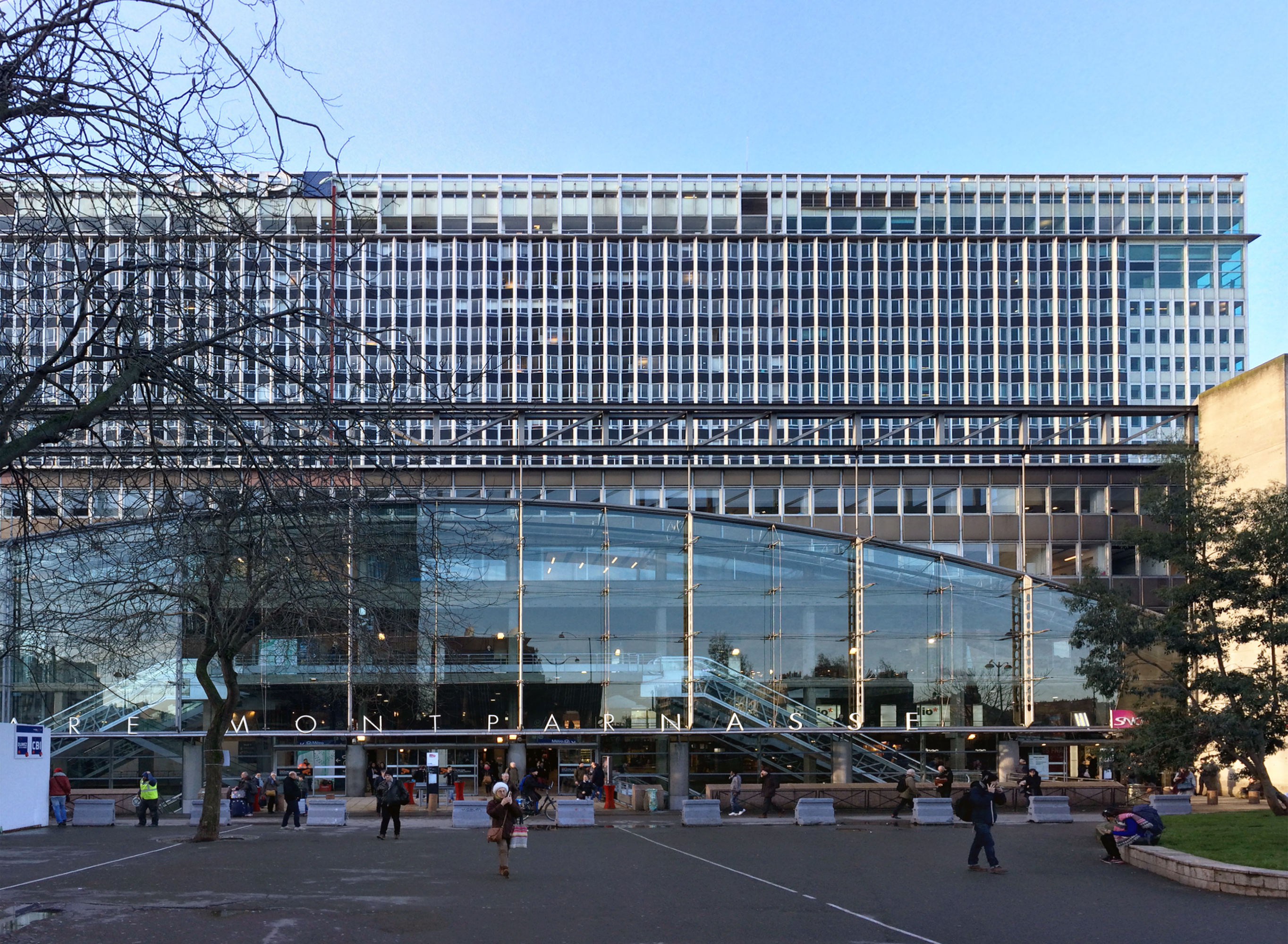
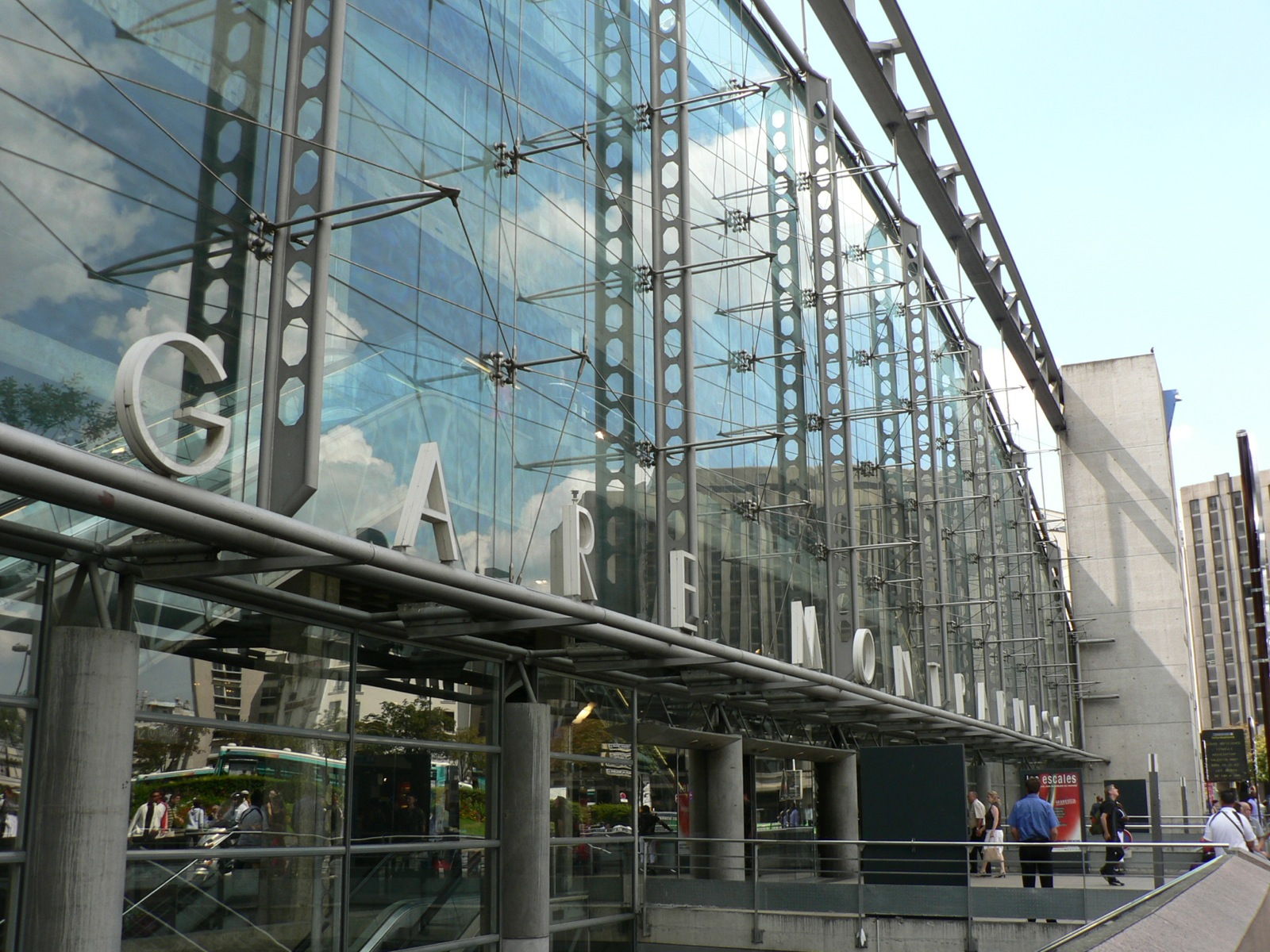
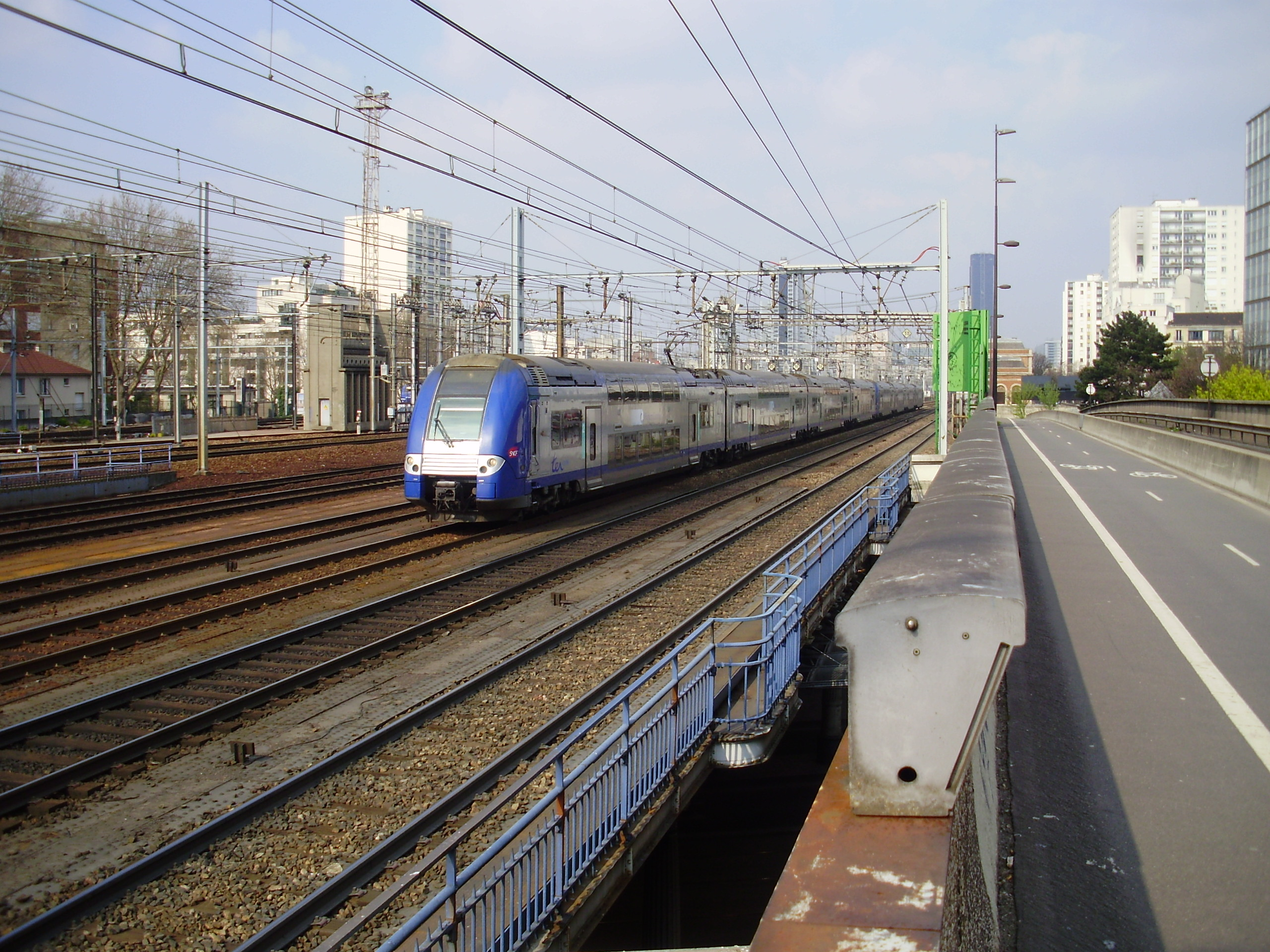
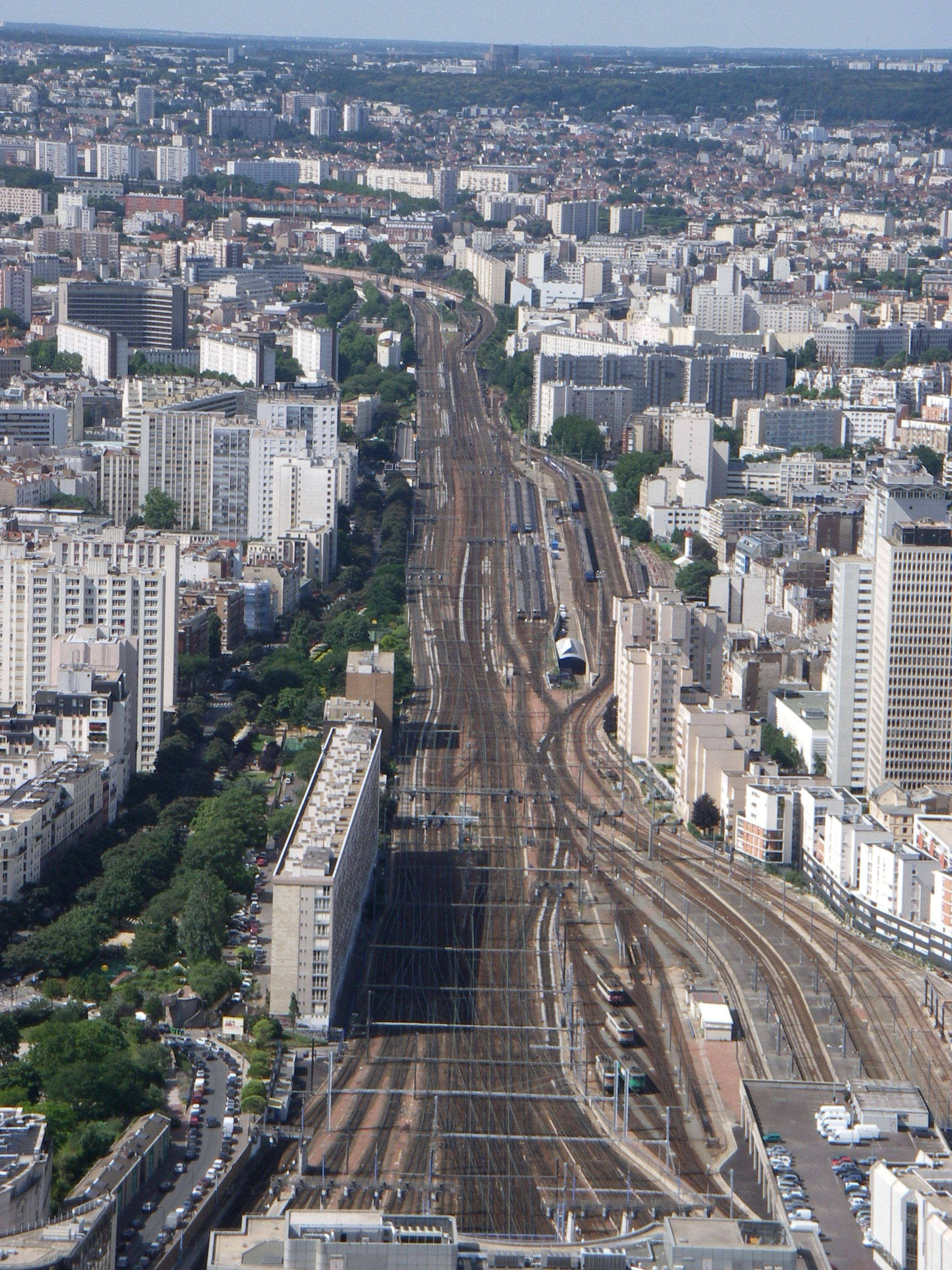

داخل ایستگاه
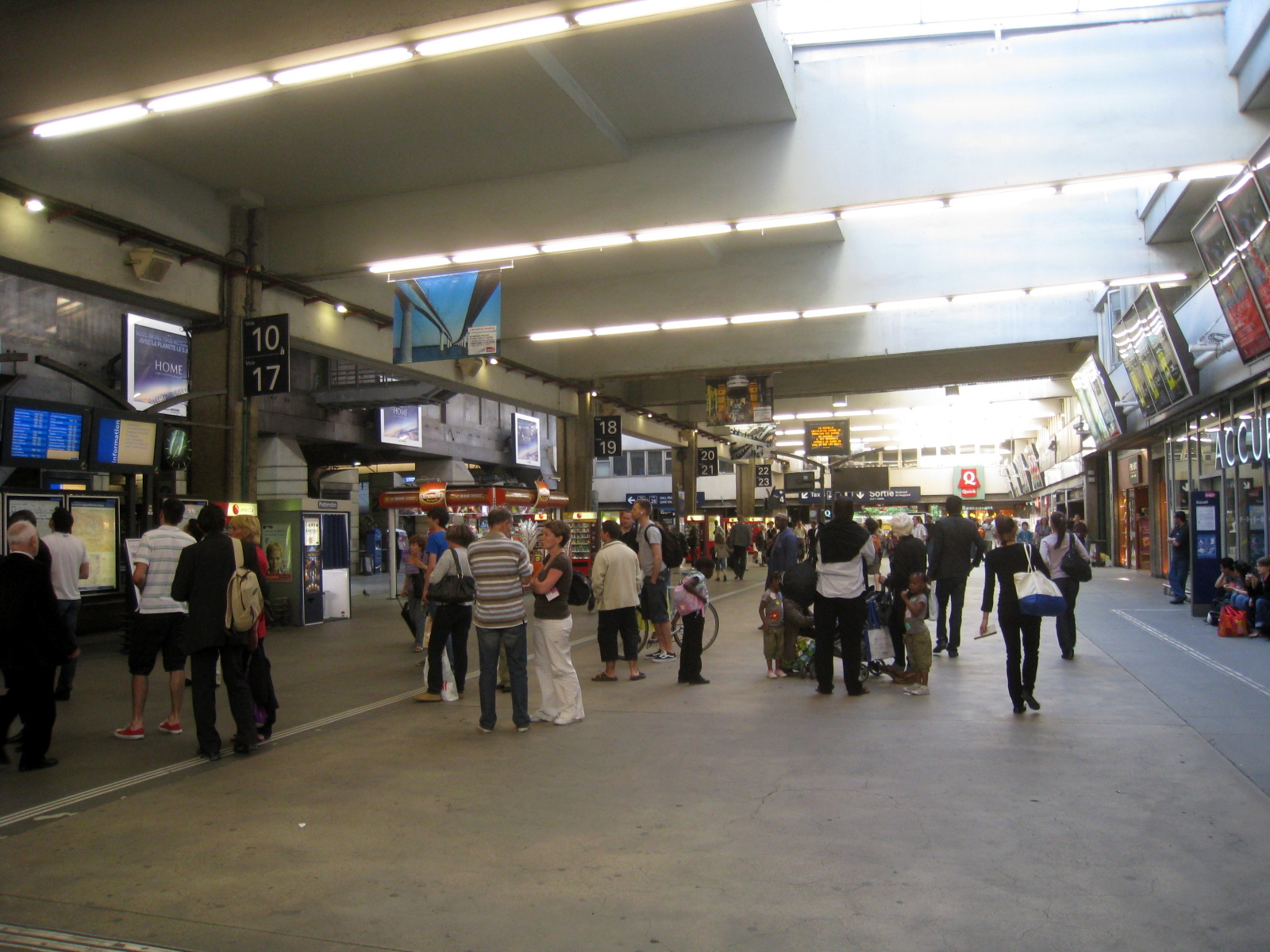
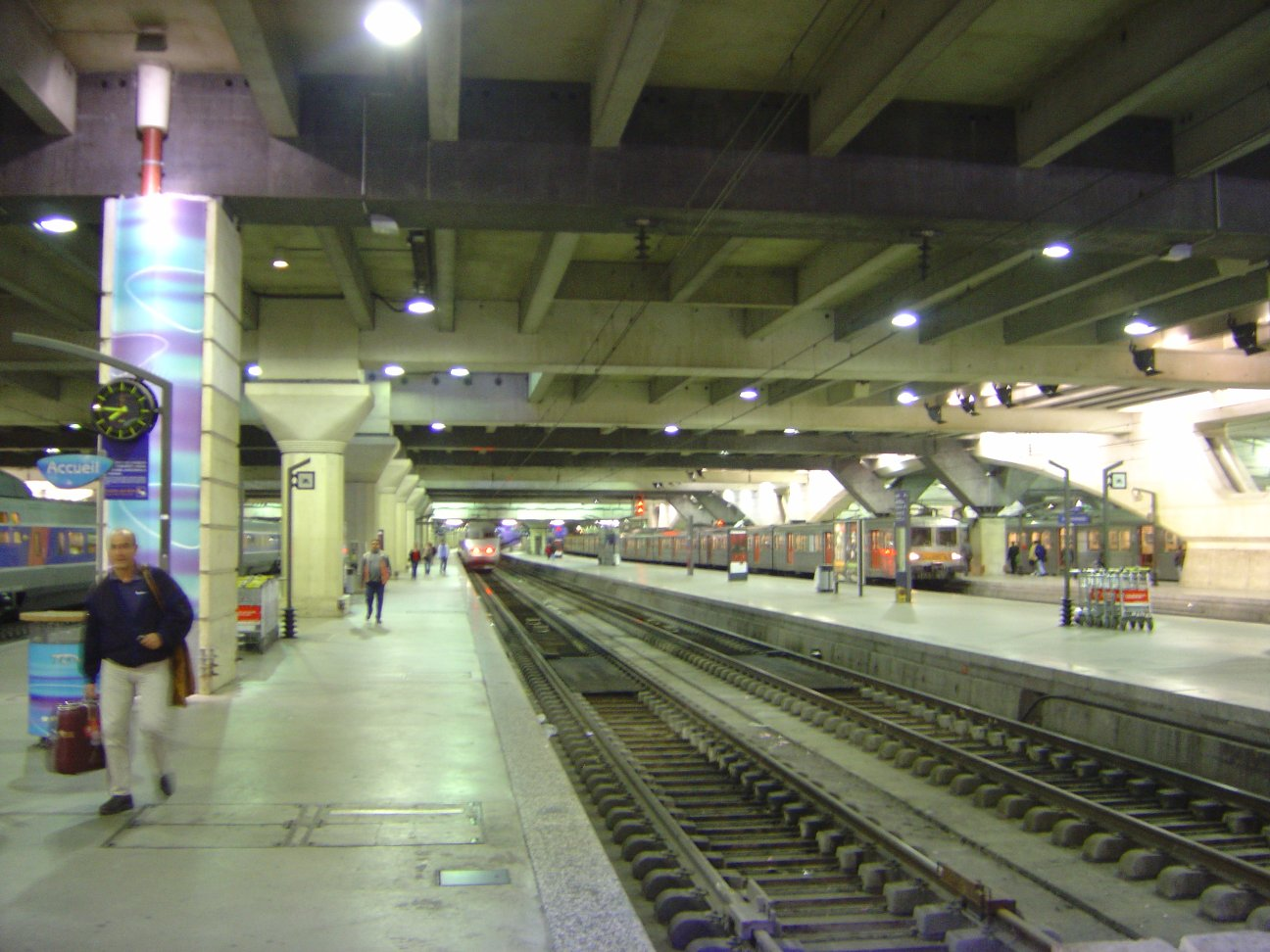
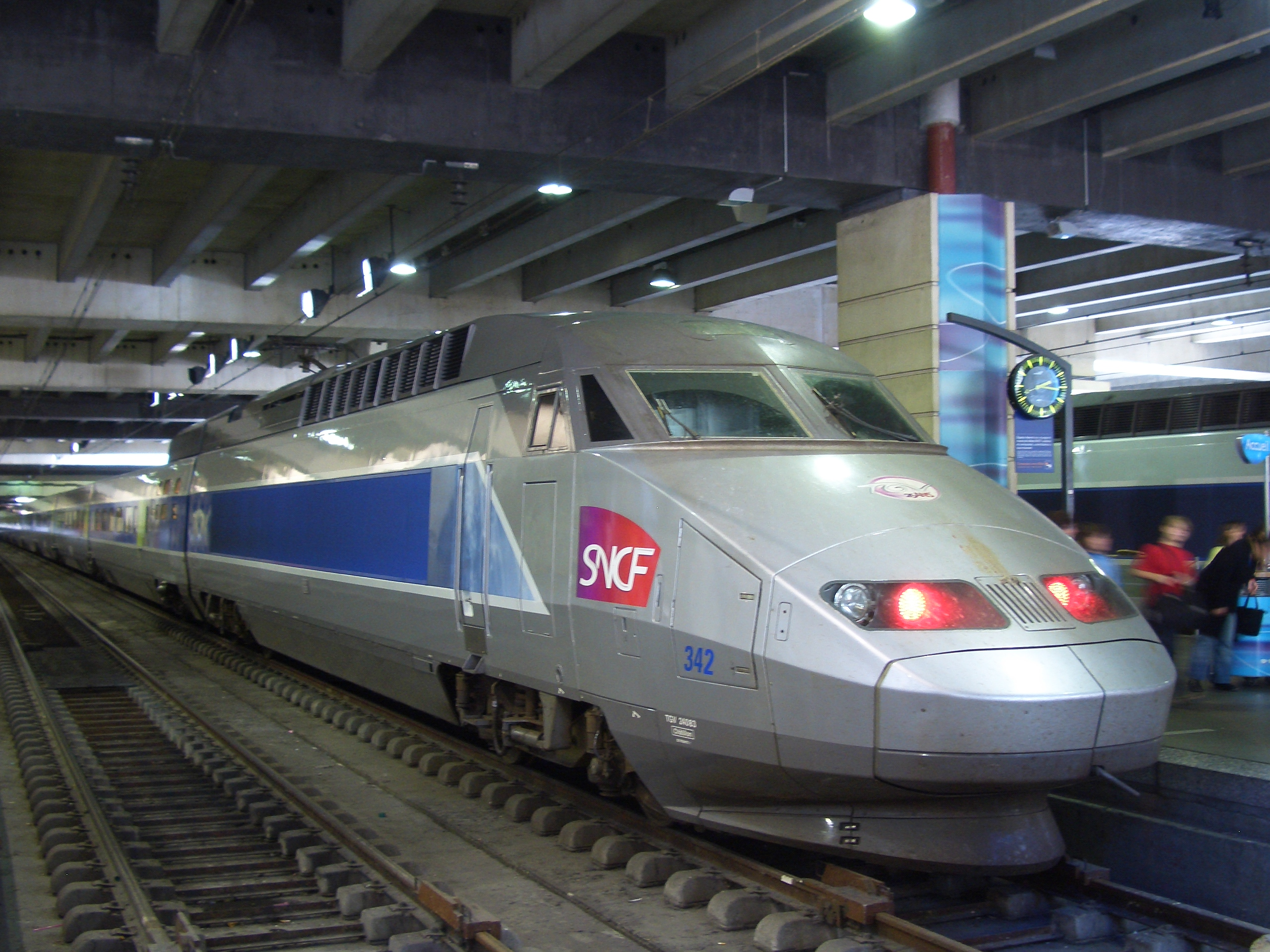
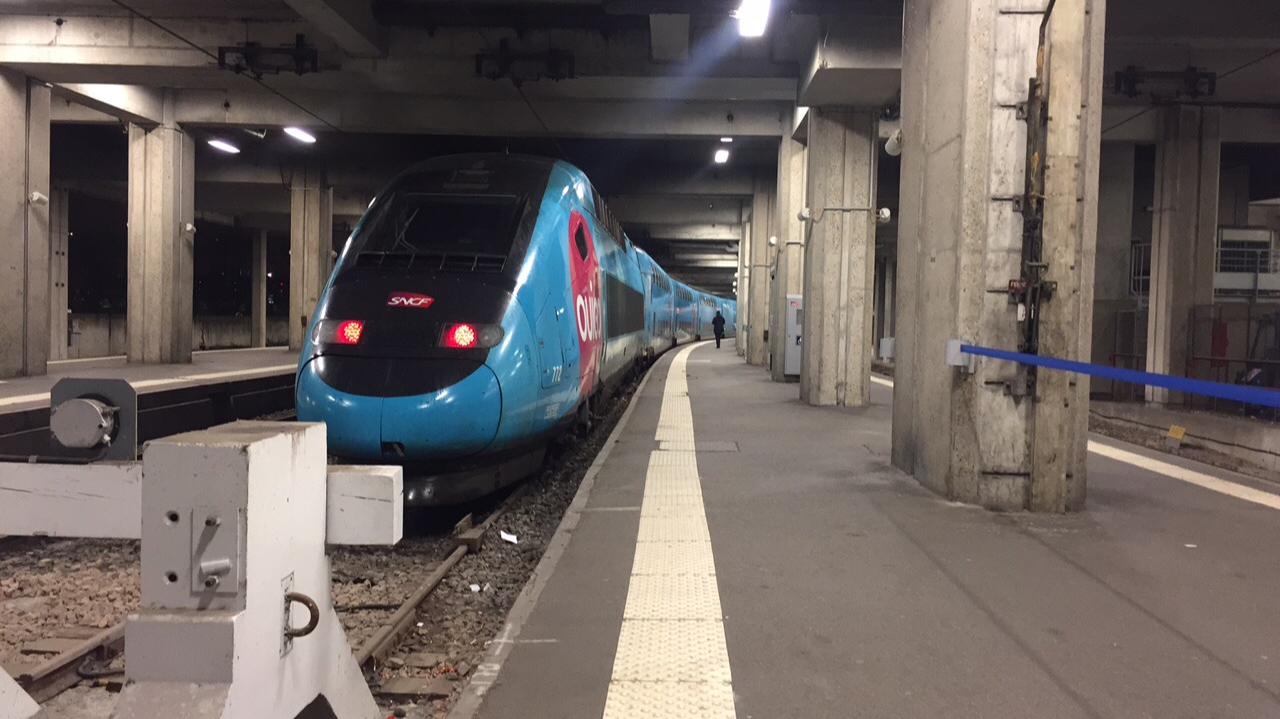
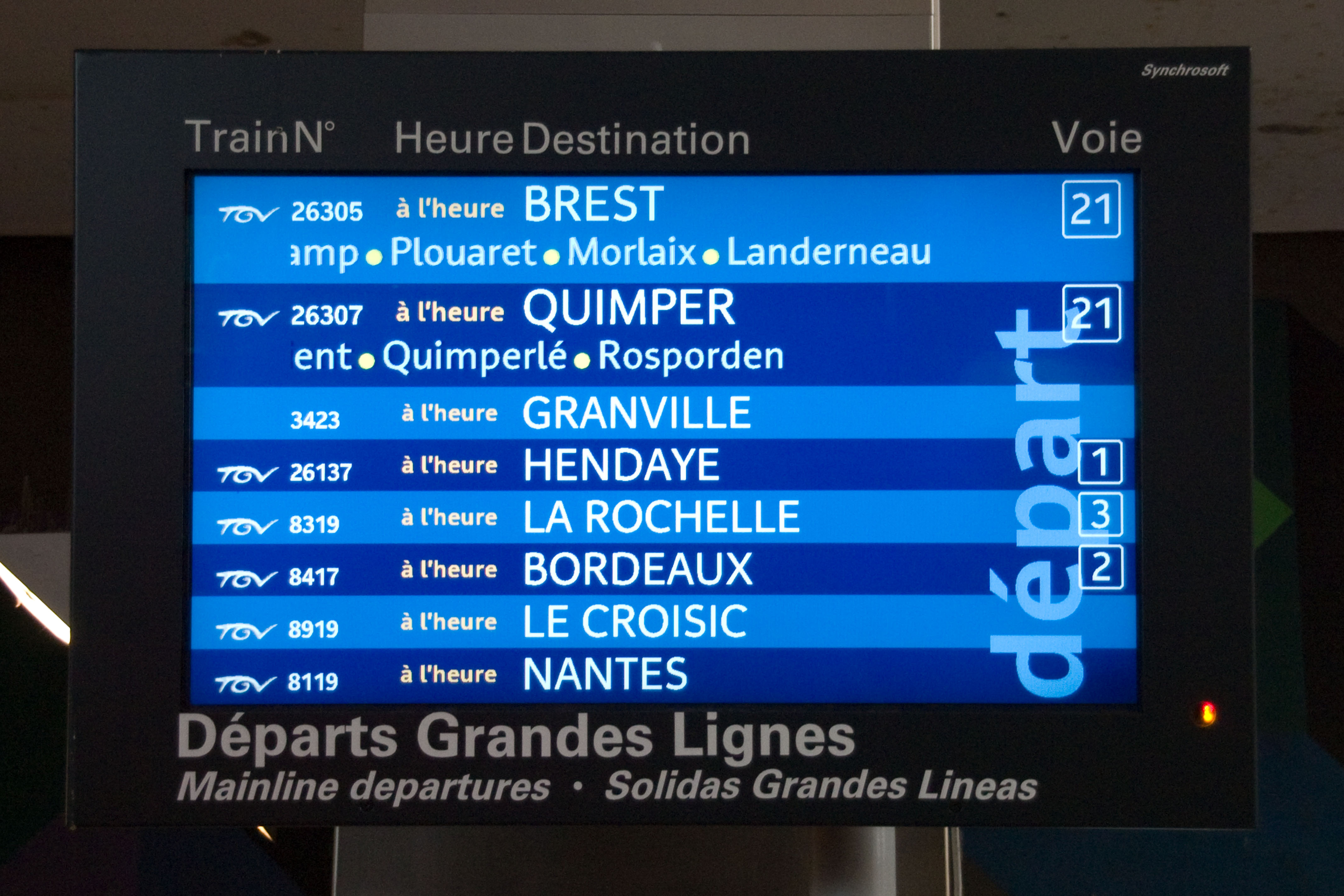